# Hannes Ocik
Hannes Ocik (ur. 8 czerwca 1991 r. w Rostocku) – niemiecki wioślarz, srebrny medalista igrzysk olimpijskich, trzykrotny mistrz świata, sześciokrotny mistrz Europy.

## Igrzyska olimpijskie
Na igrzyskach zadebiutował w 2016 roku w Rio de Janeiro. Wziął wówczas udział w zawodach ósemek. W składzie osady znaleźli się także: Maximilian Munski, Malte Jakschik, Andreas Kuffner, Eric Johannesen, Maximilian Reinelt, Felix Drahotta, Richard Schmidt i Martin Sauer jako sternik. W eliminacjach wygrali swoje regaty, przez co awansowali bezpośrednio do finału. Tam zajęli drugie miejsce, zdobywając srebrny medal. Do brytyjskiej osady stracili 1,33 sekundy.